# Rachel York
Rachel York (* 7. August 1971 in Orlando, Florida als Rachel Lemanski) ist eine US-amerikanische Schauspielerin.

## Leben und Leistungen
York debütierte in einer Folge der Fernsehserie The Days and Nights of Molly Dodd aus dem Jahr 1990. In den Jahren 1991 und 1992 spielte sie im Broadway-Musical Les Misérables die Rolle von Fantine. Die Rolle im Musical Victor/Victoria brachte ihr im Jahr 1996 den Drama Desk Award.
In der Fernsehkomödie Schon wieder Flitterwochen (2001) spielte York neben Roma Downey und Tim Matheson eine der größeren Rollen. Eine größere Rolle übernahm sie auch neben Gregory Harrison, Katie Volding und Robin Dunne in der Fernsehkomödie Au Pair II (2001). In der Musikkomödie Kiss Me Kate (2003) spielte sie eine der Hauptrollen; in der biografischen Komödie Lucy (2003) war sie in der Hauptrolle von Lucille Ball zu sehen.

## Filmografie (Auswahl)
- 1990: The Days and Nights of Molly Dodd (Fernsehserie, Folge 4x09 Here's a Rare Photo Opportunity)
- 1991: Billy Bathgate
- 1992: The Violators (Mad Dog Coll)
- 1992: Bay City Story
- 1993: Mörderische Hitze (Taking the Heat)
- 1993: 1994: L.A. Law – Staranwälte, Tricks, Prozesse (L.A. Law; Fernsehserie, 2 Folgen)
- 1994: Dead Center
- 1995: Victor/Victoria
- 1996: Tage wie dieser (One Fine Day)
- 2000: Der Makler (Terror Tract)
- 2000: Son of the Beach (Fernsehserie, Folge 1x11 A Star Is Boned)
- 2001: Schon wieder Flitterwochen (Second Honeymoon)
- 2001: Au Pair II
- 2002: Reba (Fernsehserie, Folge 2x09 Ring-a-Ding)
- 2002: Frasier (Fernsehserie, Folge 7x20 To Thine Old Self Be True)
- 2003: Kiss Me Kate
- 2003: Lucy
- 2004: Die Liga der Gerechten (Justice League Unlimited, Fernsehserie, Folge 1x05 This Little Piggy, Stimme)
- 2006: Higglystadt Helden (Higglytown Heroes, Fernsehserie, 2 Folgen)
- 2006: Happy Feet (Stimme)
- 2008: Hannah Montana (Fernsehserie, Folge 2x06 Yet Another Side of Me)
- 2006: Numbers – Die Logik des Verbrechens (Numb3rs, Fernsehserie, Folge 2x05 Traffic)
- 2007: Close to Home (Fernsehserie, Folge 2x13 Getting In)
- 2015: It Had to Be You
- 2015, 2019: Power (Fernsehserie, 2 Folgen)
- 2017: Cradle Swapping
- 2017: The Mick (Fernsehserie, Folge 1x16 The Implant)
- 2017: Elementary (Fernsehserie, Folge 5x14 Rekt in Real Life)
- 2020: Filthy Rich (Fernsehserie, 8 Folgen)
- seit 2020: FBI: Most Wanted (Fernsehserie)
- 2021: Prodigal Son – Der Mörder in Dir (Prodigal Son, Fernsehserie, Folge 2x07 Face Value)